# Episodi de Il medico di campagna (quindicesima stagione)
La quindicesima stagione della serie televisiva Il medico di campagna è stata trasmessa in anteprima in Germania dalla ZDF tra il 6 gennaio 2006 e il 5 maggio 2006.
| nº | Titolo originale            | Titolo italiano | Prima TV Germania | Prima TV Italia |
| -- | --------------------------- | --------------- | ----------------- | --------------- |
| 1  | Der Entschluss              |                 | 6 gennaio 2006    |                 |
| 2  | Kunstfehler                 |                 | 13 gennaio 2006   |                 |
| 3  | Der Antrag                  |                 | 20 gennaio 2006   |                 |
| 4  | Getrennt von Tisch und Bett |                 | 27 gennaio 2006   |                 |
| 5  | Punkte für Teschner         |                 | 3 febbraio 2006   |                 |
| 6  | Über den Schatten springen  |                 | 17 febbraio 2006  |                 |
| 7  | Kalles Liebe                |                 | 3 marzo 2006      |                 |
| 8  | Naturtalente                |                 | 10 marzo 2006     |                 |
| 9  | Stille Not                  |                 | 17 marzo 2006     |                 |
| 10 | Zwischen Baum und Borke     |                 | 24 marzo 2006     |                 |
| 11 | Der verlorene Sohn          |                 | 31 marzo 2006     |                 |
| 12 | Kettenreaktion              |                 | 7 aprile 2006     |                 |
| 13 | Die Bürgschaft              |                 | 21 aprile 2006    |                 |
| 14 | Eine letzte Reise           |                 | 28 aprile 2006    |                 |
| 15 | Spätfolgen                  |                 | 5 maggio 2006     |                 |